# Тодірешть (Ясси)
Тодірешть, Тодірешті (рум. Todirești) — село у повіті Ясси в Румунії. Адміністративний центр комуни Тодірешть.
Село розташоване на відстані 326 км на північ від Бухареста, 60 км на захід від Ясс.

## Населення
За даними перепису населення 2002 року у селі проживали 3767 осіб.
Національний склад населення села:
| Національність   | Кількість осіб | Відсоток |
| ---------------- | -------------- | -------- |
| румуни           | 3676           | 97,6%    |
| росіяни-липовани | 91             | 2,4%     |

Рідною мовою назвали:
| Мова      | Кількість осіб | Відсоток |
| --------- | -------------- | -------- |
| румунська | 3729           | 99,0%    |
| російська | 38             | 1,0%     |